# 国歌八論
国歌八論（こっかはちろん）は、江戸時代の歌論書。一冊。著者は荷田在満。寛保2年（1742年）に成立した。
歌源・翫歌・択詞・避詞・正過・官家・古学・準則の八論に分け、和歌の本質と歴史を論じたものである。中でも「翫歌論」における「歌は貴ぶべき物にあらず。ただその風姿幽艶にして意味深長に、連続機巧にして、風景みるがごとくなる歌を見ては、我も及ばん事を欲し、一首も心にかなふばかりよみいでぬれば、楽しからざるにあらず」という主張は、在満の歌論の特色とされる。
本書における在満の主張に対して田安宗武が『国歌八論余言』で反論し、宗武から意見を求められた賀茂真淵も『国歌八論余言拾遺』を著した。その後も多くの論者を巻き込み、近世歌論史上、最も多くの関係歌論が編まれることになった。